# سیارک ۱۵۸

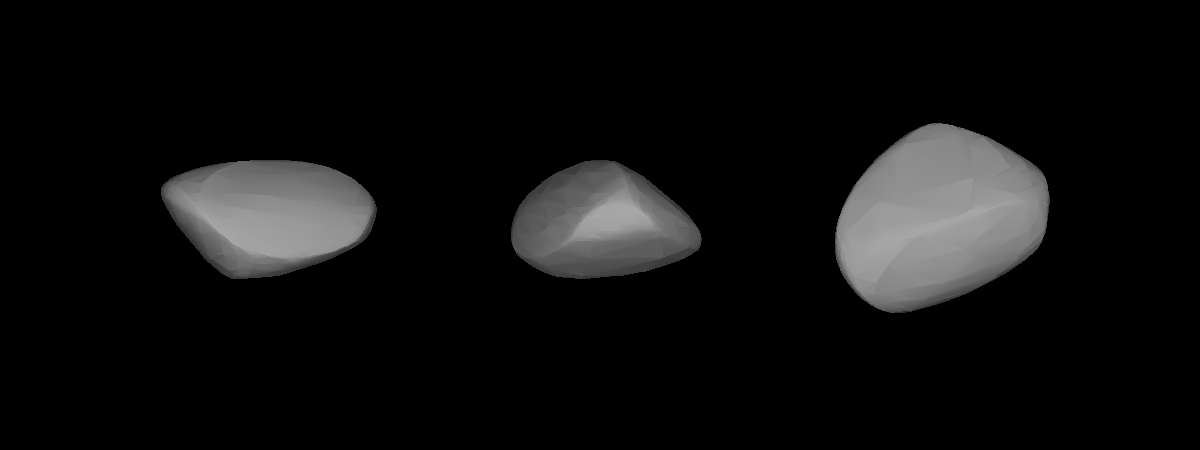
مدل سه‌بُعدی سیارک ۱۵۸ بر اساس منحنی نور آن

سیارک ۱۵۸ (به انگلیسی: 158 Koronis) صد و پنجاه و هشتمین سیارک کشف شده‌است که در ۴ ژانویه ۱۸۷۶ و در برلین کشف شد.
قدر مطلق سیارک برابر ۹٫۲۷ است.